# Герб Збаража
Герб Зба́ража — один з офіційних символів міста Збараж, районного центру Тернопільської області.
Затверджений 23 березня 1995 року рішенням виконкому міської ради № 178 (автор проекту — А. Гречило). 

## Опис
«У синьому полі Св. Юрій у сірому одязі, верхи на срібному коні із золотою гривою і хвостом, вбиває золотим списом зеленого змія».
Святий Юрій є заступником міста і походить з родового герба князів Збаразьких, які володіли поселенням ще з XV ст.

## Історичні герби

### Герб австрійського періоду
Герб австрійського періоду зображує в лазуровому полі Святого Георгія, який вбиває змія. Георгій верхи на білому коні, збруя червона, змій сірий, земля зелена.
Був затверджений 13 вересня 1797 року.

### Герб міжвоєнного періоду
Герб польського (1920—1939 рр.) періоду зображує в лазуровому полі Святого Георгія, який вбиває змія. Георгій верхи на білому коні, збруя червона, змій сірий, земля зелена.